# Lista episoadelor din Zona crepusculară
Aceasta este lista episoadelor din Zona crepusculară, serialul original. Serialul antologic a început la 2 octombrie 1959 și s-a încheiat la 19 iunie 1964, având cinci sezoane și un total de 156 de episoade. A fost creat de Rod Serling și difuzat în premieră pe CBS. 
Popularitate serialului a dus la realizarea unui film artistic în 1983 și a încă două seriale omonime de televiziune în 1985 și 2002.

## Episod-pilot pre-serial
1. "The Time Element" (1958), regia Allen Reisner, scenariul Rod Serling

## Sezonul 1 (1959-1960)
1. "Where Is Everybody?"
2. "One for the Angels"
3. "Mr. Denton on Doomsday"
4. "The Sixteen-Millimeter Shrine"
5. "Walking Distance"
6. "Escape Clause"
7. "The Lonely"
8. "Time Enough at Last"
9. "Perchance to Dream"
10. "Judgment Night"
11. "And When the Sky Was Opened"
12. "What You Need"
13. "The Four of Us Are Dying"
14. "Third from the Sun"
15. "I Shot an Arrow into the Air"
16. "The Hitch-Hiker"
17. "The Fever"
18. "The Last Flight"
19. "The Purple Testament"
20. "Elegy"
21. "Mirror Image"
22. "The Monsters Are Due on Maple Street"
23. "A World of Difference"
24. "Long Live Walter Jameson"
25. "People Are Alike All Over"
26. "Execution"
27. "The Big Tall Wish"
28. "A Nice Place to Visit"
29. "Nightmare as a Child"
30. "A Stop at Willoughby"
31. "The Chaser"
32. "A Passage for Trumpet"
33. "Mr. Bevis"
34. "The After Hours"
35. "The Mighty Casey"
36. "A World of His Own"

## Sezonul 2 (1960-1961)
1. "King Nine Will Not Return"
2. "The Man in the Bottle"
3. "Nervous Man in a Four Dollar Room"
4. "A Thing About Machines"
5. "The Howling Man"
6. "The Eye of the Beholder"
7. "Nick of Time"
8. "The Lateness of the Hour"
9. "The Trouble with Templeton"
10. "A Most Unusual Camera"
11. "The Night of the Meek"
12. "Dust"
13. "Back There"
14. "The Whole Truth"
15. "The Invaders"
16. "A Penny for Your Thoughts"
17. "Twenty Two"
18. "The Odyssey of Flight 33"
19. "Mr. Dingle, the Strong"
20. "Static"
21. "The Prime Mover"
22. "Long Distance Call"
23. "A Hundred Yards Over the Rim"
24. "The Rip Van Winkle Caper"
25. "The Silence"
26. "Shadow Play"
27. "The Mind and the Matter"
28. "Will the Real Martian Please Stand Up?"
29. "The Obsolete Man"

## Sezonul 3 (1961-1962)
1. "Two"
2. "The Arrival"
3. "The Shelter"
4. "The Passersby"
5. "A Game of Pool"
6. "The Mirror"
7. "The Grave"
8. "It's a Good Life"
9. "Deaths-Head Revisited"
10. "The Midnight Sun"
11. "Still Valley"
12. "The Jungle"
13. "Once Upon a Time"
14. "Five Characters in Search of an Exit"
15. "A Quality of Mercy"
16. "Nothing in the Dark"
17. "One More Pallbearer"
18. "Dead Man's Shoes"
19. "The Hunt"
20. "Showdown with Rance McGrew"
21. "Kick the Can"
22. "A Piano in the House"
23. "The Last Rites of Jeff Myrtlebank"
24. "To Serve Man"
25. "The Fugitive"
26. "Little Girl Lost"
27. "Person or Persons Unknown"
28. "The Little People"
29. "Four O'Clock"
30. "Hocus-Pocus and Frisby"
31. "The Trade-Ins"
32. "The Gift"
33. "The Dummy"
34. "Young Man's Fancy"
35. "I Sing the Body Electric"
36. "Cavender Is Coming"
37. "The Changing of the Guard"

## Sezonul 4 (1963)
1. "In His Image"
2. "The Thirty-Fathom Grave"
3. "Valley of the Shadow"
4. "He's Alive"
5. "Mute"
6. "Death Ship"
7. "Jess-Belle"
8. "Miniature"
9. "Printer's Devil"
10. "No Time Like the Past"
11. "The Parallel"
12. "I Dream of Genie"
13. "The New Exhibit"
14. "Of Late I Think of Cliffordville"
15. "The Incredible World of Horace Ford"
16. "On Thursday We Leave for Home"
17. "Passage on the Lady Anne"
18. "The Bard"

## Sezonul 5 (1963-1964)
1. "In Praise of Pip"
2. "Steel"
3. "Nightmare at 20,000 Feet"
4. "A Kind of a Stopwatch"
5. "The Last Night of a Jockey"
6. "Living Doll"
7. "The Old Man in the Cave"
8. "Uncle Simon"
9. "Probe 7, Over and Out"
10. "The 7th Is Made Up of Phantoms"
11. "A Short Drink from a Certain Fountain"
12. "Ninety Years Without Slumbering"
13. "Ring-a-Ding Girl"
14. "You Drive"
15. "The Long Morrow"
16. "The Self-Improvement of Salvadore Ross"
17. "Number 12 Looks Just Like You"
18. "Black Leather Jackets"
19. "Night Call"
20. "From Agnes—With Love"
21. "Spur of the Moment"
22. "An Occurrence at Owl Creek Bridge"
23. "Queen of the Nile"
24. "What's in the Box"
25. "The Masks"
26. "I Am the Night—Color Me Black"
27. "Sounds and Silences"
28. "Caesar and Me"
29. "The Jeopardy Room"
30. "Stopover in a Quiet Town"
31. "The Encounter"
32. "Mr. Garrity and the Graves"
33. "The Brain Center at Whipple's"
34. "Come Wander With Me"
35. "The Fear"
36. "The Bewitchin' Pool"